# Schefflera tanyrhachis
Schefflera tanyrhachis är en araliaväxtart som beskrevs av Hermann August Theodor Harms. Schefflera tanyrhachis ingår i släktet Schefflera och familjen araliaväxter. Inga underarter finns listade.